# Ein Herz, das seinen Jesum lebend weiß
Ein Herz, das seinen Jesum lebend weiß (BWV 134) ist eine Kirchenkantate von Johann Sebastian Bach. Sie entstand für Ostern aus der weltlichen Kantate Die Zeit, die Tag und Jahre macht (BWV 134a).

## Anlass und Inhalt
Die Kantate war die zweite Osterkantate, die Bach in Leipzig komponierte. Er hatte dort am Ostersonntag 1724 seine frühe Choralkantate Christ lag in Todes Banden, BWV 4, wieder aufgeführt, am Zweiten Osterfesttag die neue Kantate Erfreut euch, ihr Herzen. Für den Dritten Osterfesttag bearbeitete er eine Kantate, die er in Köthen für den Neujahrstag 1719 komponiert hatte, Die Zeit, die Tag und Jahre macht.
Die vorgeschriebenen Lesungen für den Festtag waren Apg 13,26–33  und Lk 24,36–49 , die Erscheinung Jesu bei den Jüngern in Jerusalem nach seiner Auferstehung. Der unbekannte Textdichter bearbeitete die weltliche Kantate in einfachster Weise, indem er die Reihenfolge der Sätze beibehielt und lediglich die Sätze 5 und 6 wegließ. Dadurch entstand eine ungewöhnliche Kirchenkantate, die zunächst nur aus Sätzen für die Solisten Alt und Tenor besteht und nicht mit einem Choral endet, sondern mit einem prächtigen Schlusschor, in dem die Solisten weiterhin beteiligt sind. Der Text bezieht sich nur sehr allgemein auf das Evangelium mit Formulierungen wie „Der lebende Heiland gibt selige Zeiten“. In der ersten Arie übernahm der Dichter die letzten beiden Zeilen des weltlichen Originals. Die zweite Arie, die wie das Original als Versmaß dem Daktylus folgt, geht fließend über in ein Rezitativ, in dem vom Streit mit Hölle und Satan die Rede ist. Erst der vorletzte Satz spricht von Tod, Sieg und Auferstehen. Beendet wird die Kantate von einem Lob- und Preisgesang.

## Aufbau
Die Kantate gliedert sich in 6 Sätze:
- Recitativo (Alt, Tenor): Ein Herz, das seinen Jesum lebend weiß
- Arie (Tenor): Auf, Gläubige! singet die lieblichen Lieder
- Recitativo (Alt, Tenor): Wohl dir, Gott hat an dich gedacht
- Arie(Alt, Tenor): Wir danken und preisen dein brünstiges Lieben
- Recitativo (Alt, Tenor): Doch würke selbst den Dank in unserm Munde
- Chorus: Erschallet, ihr Himmel, erfreue dich, Erde

Die Musik der Kantate folgte zunächst ganz dem weltlichen Original. Ihr Charakter ist freudig und "siegerlich" (Hans-Joachim Schulze).

## Bearbeitungen
Die Uraufführung fand, wie schon oben genannt, ohne Änderungen der Komposition statt, allerdings kamen Bach bei der Vorbereitung der Kantate für den 3. Ostersonntag 1731 wohl doch Zweifel hinsichtlich des Bezuges zwischen Musik und Text. Daher komponierte er die Sätze 1, 3 und 5 neu. Einige Jahre später kam es dann zu einer vollständig überarbeiteten Partitur, in der nochmals Detailverbesserungen vorgenommen wurden.